# Бурос Арена
„Бурос Арена“ (на шведски: Borås Arena) е футболен стадион в град Бурос, Швеция.
Служи за домакински стадион на елитния ИФ Елфсбори и на Норбю ИФ. Построен е в периода 2004-2005 г. и е открит на 17 април 2005 г. Разполага с капацитет от 17 800 седящи места. Тревната настилка е естествена.